# Doză
Doza este o cantitate de substanță care provoacă un anumit efect farmacologic (doza efectivă) sau toxic (doza toxică). 
Doza eficace medie (DE50) este doza care provoacă efectul farmacologic urmărit, la 50% dintre subiecții testați.